# L'esiliato (film 1916)
L'esiliato (The Come-Back o The Come Back) è un film muto del 1916 scritto e diretto da Fred J. Balshofer. Prodotto dalla Quality Pictures Corporation, aveva come interpreti Harold Lockwood e May Allison, nota coppia dello schermo di attori giovani, George Henry, Howard Truesdale, Lester Cuneo, Bert Starkey, Mitchell Lewis, Clarissa Selwynne.

## Trama
Pigro e ozioso, Burt Ridgeway viene buttato fuori di casa dal padre, ricco uomo di affari che vuole che il figlio diventi un vero uomo.  Burt trova lavoro tra i boscaioli, in una falegnameria che appartiene al padre, ma anche se ora è costretto a lavorare per vivere, non perde del tutto le vecchie abitudini e subito si mette a flirtare con Patta Heberton, la ragazza amata da Bill, il caposquadra. Quest'ultimo mette in riga il nuovo venuto, buttandolo a terra. Il giovane medita di vendicarsi: per affrontare il muscoloso uomo dei boschi, si allena per settimane. Alla fine, i due hanno di nuovo uno scontro e questa volta, a vincere, è Burt. Da quel momento, i due uomini diventano buoni amici. Quando Burt scopre che Mac Heberton, lo zio di Patta, si è appropriato dei fondi del campo, riesce a farlo confessare con l'aiuto di Bill. Poi porta Patta a casa di suo padre. Il vecchio Ridgeway è felice che il figlio sia ormai un uomo forte e disciplinato e dà la sua benedizione alle nozze di Burt con Patta.

## Produzione
Il film fu prodotto dalla Quality Pictures Corporation. Venne girato nella zoma del Dead River, nel Maine.

## Distribuzione
Distribuito dalla Metro Pictures Corporation, il film uscì nelle sale cinematografiche statunitensi il 24 aprile 1916. Il copyright del film, richiesto dalla Quality Pictures Corp., fu registrato il 26 aprile 1916 con il numero LP8162.
In Italia, distribuito dalla Metro, uscì nel 1922 con il visto di censura numero 16860.
Non si conoscono copie ancora esistenti della pellicola che viene considerata presumibilmente perduta.